# Харон из Лампсака
Харон из Лампсака (старогрчки: Χαρων Λαμψακηνος; око 500. п. н. е. -465. п. н. е.) - старогрчки историограф из града Лампсака.
Припада претходницима Херодота, такозваним логографима, од којих су до нас стигли само фрагменти њихових историјских дела. Есеји Од бројних дела која му Суда приписује, само се може сматрати аутентичним:
- „Περσικα” историја Персије у 2 књиге;
- „Лампсакова хроника” (Ωροι Λαμψακηνων) - хроника града Лампсака у 4 књиге.